# Aleatorietà

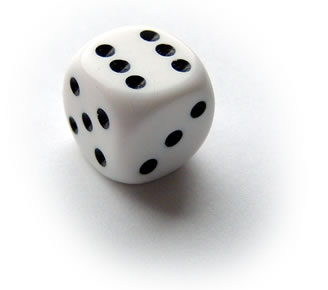
Un dado, elemento spesso citato come esempio di aleatorietà: lanciandolo, la possibilità di uscita di ciascun numero (da 1 a 6) è circa il 16,67 %.

L'aleatorietà è la caratteristica di un evento il cui verificarsi non dipende da elementi ben definibili.

## Etimologia
Il termine deriva dal latino «alea», che ha il significato di «dado».

## Descrizione
Un esempio può venire proposto proprio dal dado, inteso come strumento di gioco. L'evento inerente all'uscita di un numero da 1 a 6 (tante quante sono le facce del dado) è aleatorio, poiché i fattori che determinano il risultato (forza applicata nel lancio, peso del dado, ecc.) non possono venire definiti o calcolati con precisione. Statisticamente, è da notare che la probabilità di uscita di qualsiasi numero sia 1/6: espressa in percentuale, corrisponde circa al 16,67 %.